# Gevorg Ghazarjan
Gevorg Garnikovič Ghazarjan (arménsky Գեւորգ Ղազարյան; * 5. dubna 1988, Jerevan) je arménský fotbalista a reprezentant, který od roku 2015 působí na postu ofenzivního záložníka v klubu CS Marítimo. Není mu cizí ani pozice fotbalového útočníka.

## Klubová kariéra
Začínal v arménském klubu FC Pjunik, odkud odešel v červnu 2011 na Ukrajinu do Metalurhu Doněck (společně s klubovým spoluhráčem – arménským fotbalistou brazilského původu Marcosem Pizzellim).

## Reprezentace
Ghazarjan má za sebou starty za mládežnické výběry Arménie v kategoriích do 19 a 21 let.
V A-mužstvu Arménie debutoval 22. srpna 2007 v domácím kvalifikačním utkání proti Portugalsku, které skončilo remízou 1:1. Ghazarjan nastoupil do druhého poločasu v 59. minutě. První gól vstřelil 28. března 2009 Estonsku v kvalifikaci na MS 2010, v zápase hraném na arménském Stadionu republiky se zrodila remíza 2:2.
V kvalifikaci na EURO 2012 vstřelil celkem 5 gólů a stal se tak společně s Irem Robbiem Keanem druhým nejlepším kanonýrem základní skupiny B o jeden gól za svým reprezentačním spoluhráčem Henrichem Mchitarjanem. Ghazarjan se trefil dvakrát proti Slovensku (8. října 2010, výhra 3:1 a 6. září 2011, výhra 4:0), dvakrát proti Andoře (12. října 2010, výhra 4:0 a 2. září 2011, výhra 3:0) a jednou proti Makedonii (7. října 2011, výhra 4:1). Jeho góly však na postup na EURO nestačily, Arménie skončila se 17 body na třetím místě za prvním Ruskem a druhým Irskem.
26. března 2013 nastoupil v kvalifikaci na MS 2014 v Jerevanu proti národnímu týmu České republiky, Arménie podlehla soupeři 0:3. V odvetě 6. září 2013 v Eden Aréně v Praze vstřelil s trochou štěstí rozhodující branku na konečných 2:1 pro Arménii.